# Torrecilla del Condado
Torrecilla del Condado, oficialmente Torrecilla, es una localidad perteneciente al municipio de Condado de Castilnovo, en la provincia de Segovia, comunidad autónoma de Castilla y León, España. En 2023 contaba con 10 habitantes.

## Toponimia

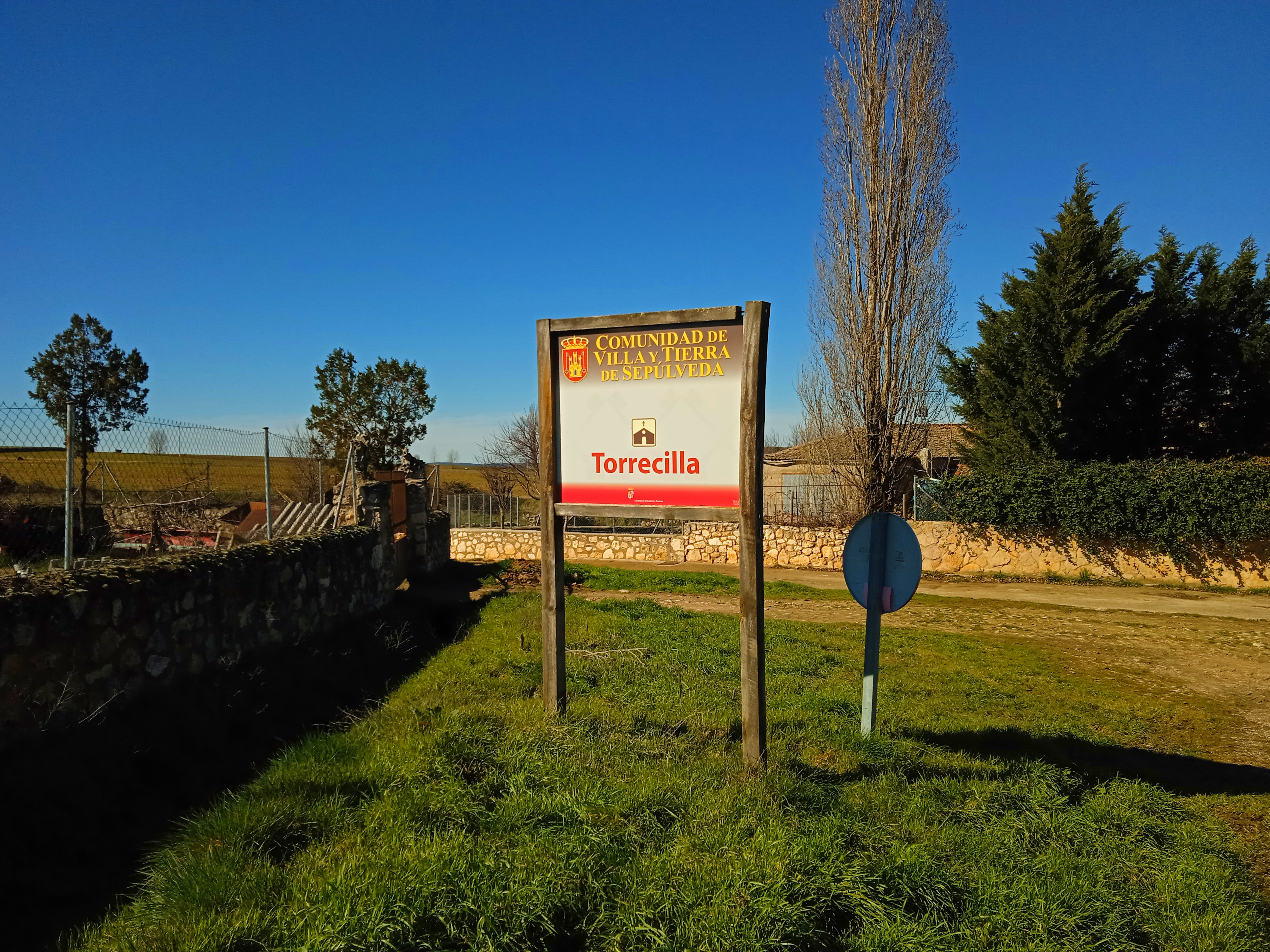
Señal de entrada a la localidad desde la carretera que la conecta con la SG-205

El nombre de Torrecilla haría referencia a una hipotética torre fortificada existente en el lugar en época de las repoblaciones surgidas a raíz de la Reconquista.

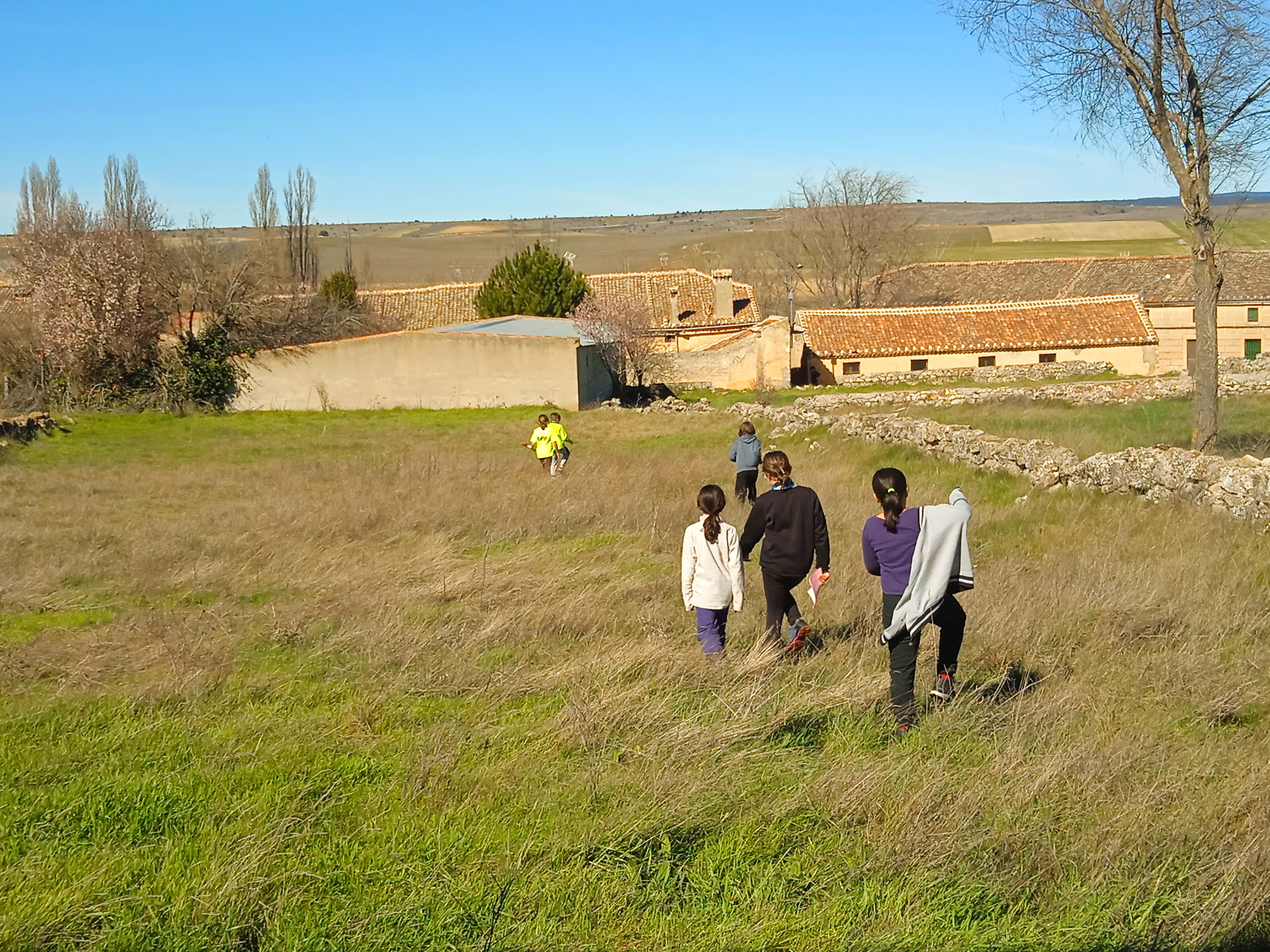
Campos alrededor de Torrecilla, situada al fondo

## Geografía
Al noreste de la provincia de Segovia, pertenece desde su fundación a la Comunidad de Villa y Tierra de Sepúlveda, dentro del Ochavo de Prádena. Es una de las cuatro pedanías que componen el término municipal de Condado de Castilnovo. Situada a 2 kilómetros de Villafranca, donde se encuentra el ayuntamiento, la pedanía más cercana es La Nava a 0,8 kilómetros, teniendo también a 3 kilómetros el Castillo de Castilnovo, emblema del municipio.
Torrecilla está situada en una campiña, una llanura copada por cultivos esencialmente de cereales y girasoles. También esta cercana al Macizo de Sepúlveda y muy próxima a los ríos Caslilla y San Juan con sus bosques de ribera, utilizados para rutas turísticas naturales y etnográficas.
En el norte del término local se encuentran los despoblados de Ortoya y Ortoyuela.

### Límites
| Noroeste: La Nava, Sepúlveda   | Norte: La Nava, Sepúlveda, Vellosillo | Noreste: Sepúlveda, Vellosillo   |
| Oeste: La Nava                 |                                       | Este: Vellosillo, Perorrubio     |
| Suroeste: La Nava, Villafranca | Sur: Villafranca                      | Sureste: Villafranca, Perorrubio |

## Demografía

### Evolución de la población
| Gráfica de evolución demográfica de Torrecilla entre 1940 y 2024 |
| |
| Población residente (1940) según el censo de población de la Dirección General de Estadística. Población residente (2000-2022) según los censos de población del INE. Población según el padrón municipal de 2023 del INE. |

## Administración y política
Torrecilla conforma el municipio de Condado de Castilnovo junto con el Castillo de Castilnovo, La Nava, Valdesaz y Villafranca, estando la sede del ayuntamiento en esta última. Su alcalde desde las elecciones municipales de 1995, David Yagüe Llorente, quien primero como independiente y después como miembro del Partido Popular, ha ido revalidando el cargo hasta la actualidad.

## Cultura

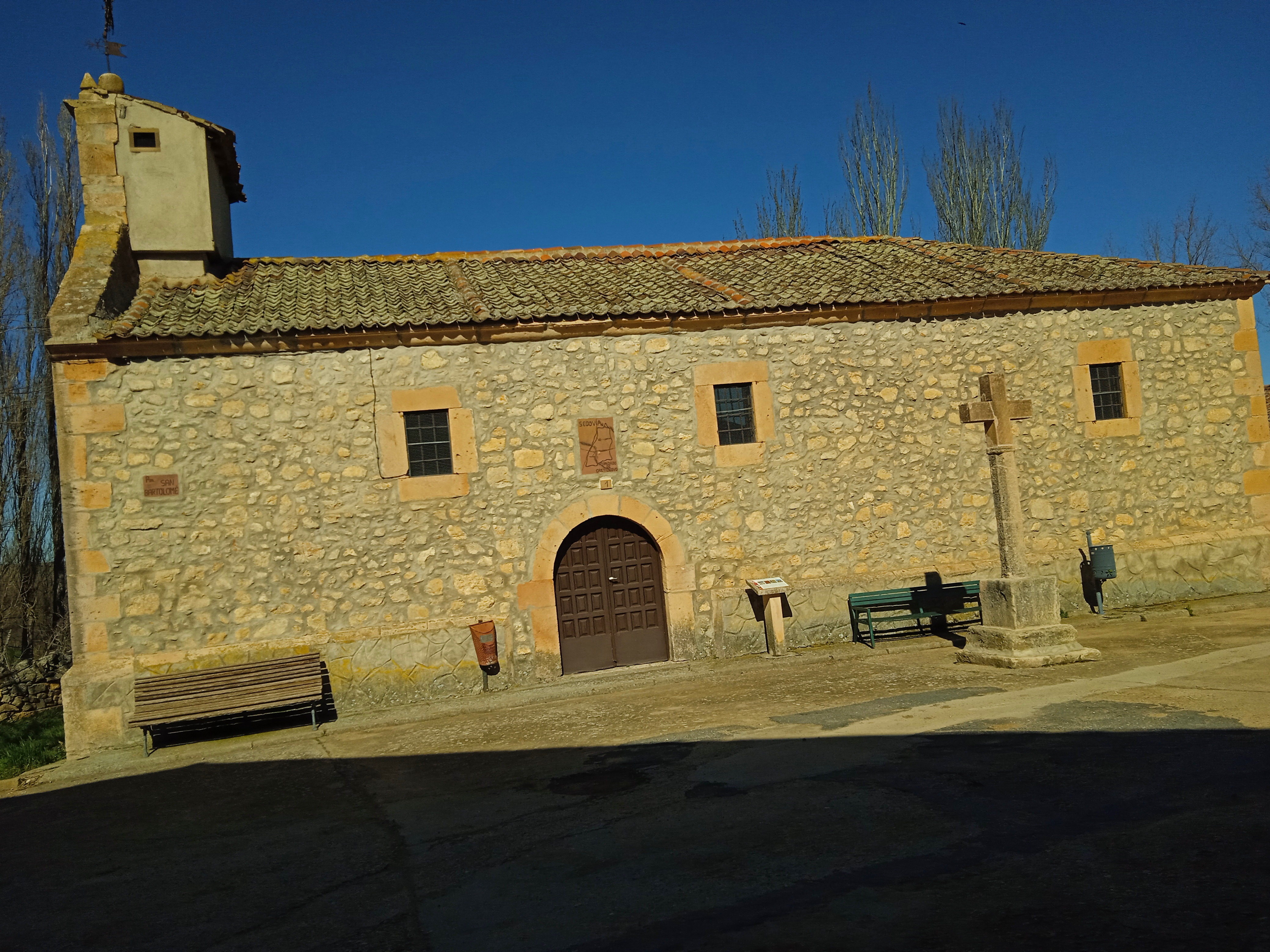
Cruz e iglesia de San Bartolomé

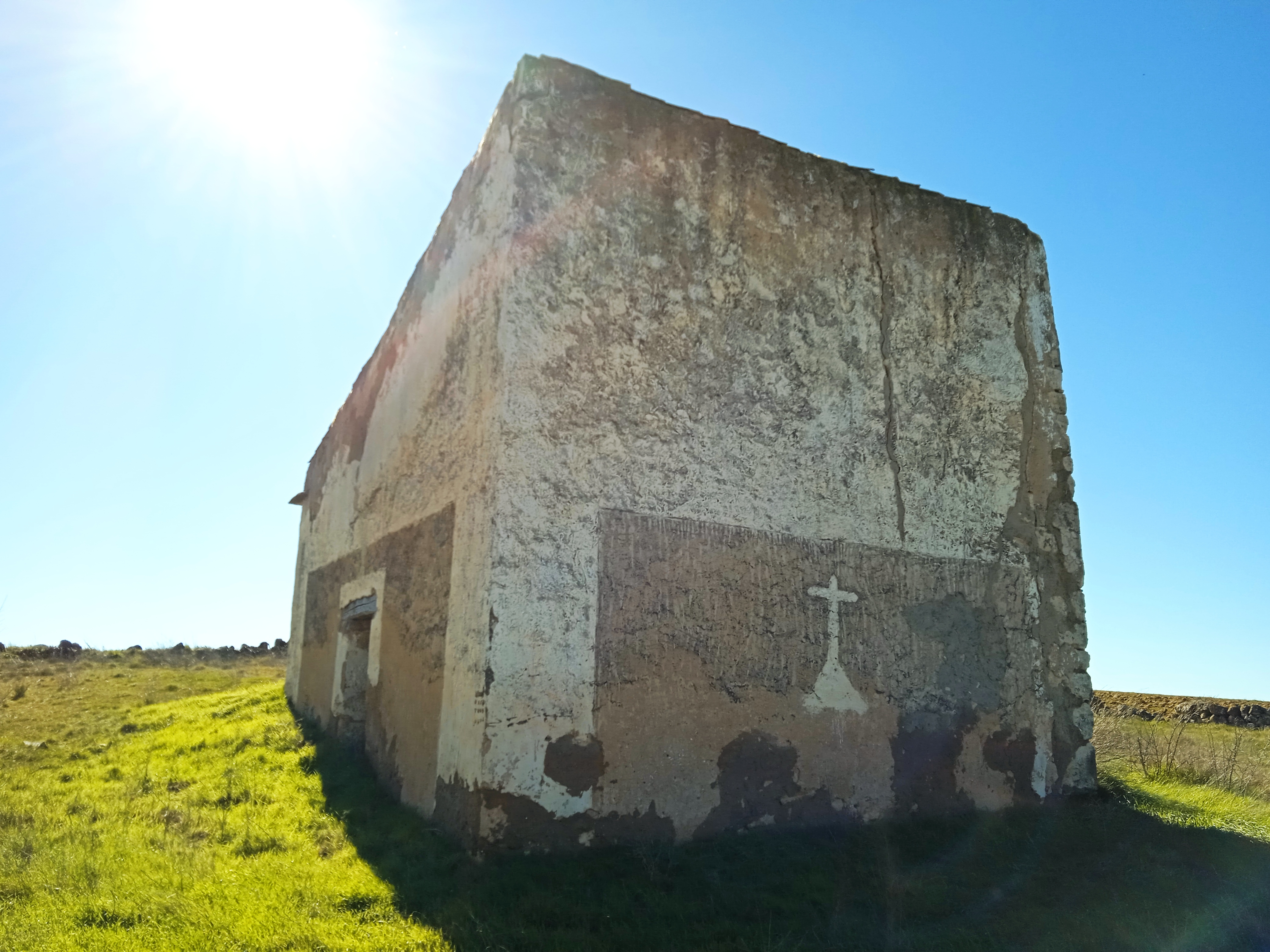
Palomar tradicional

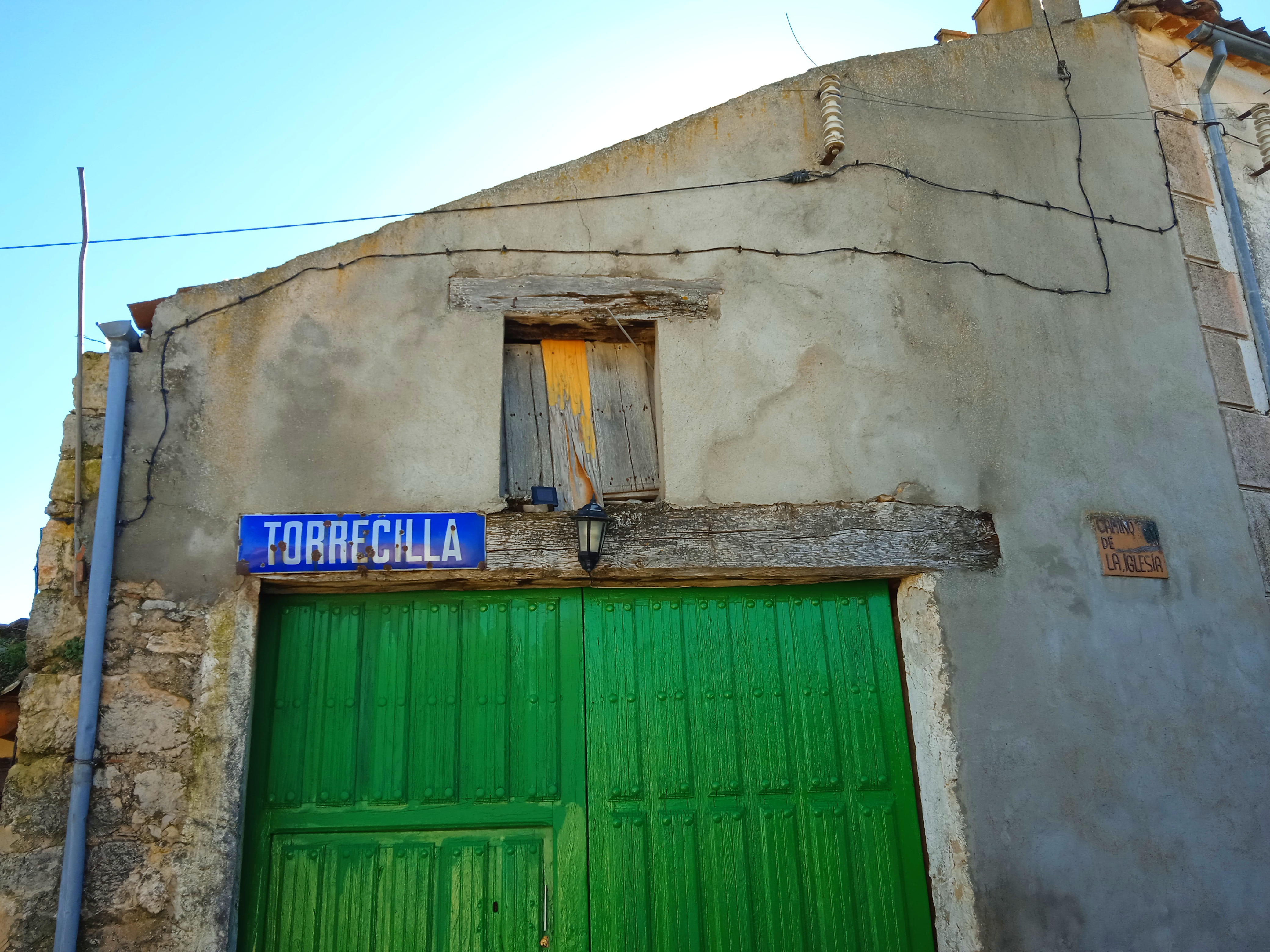
Señal de entrada a Torrecilla desde La Nava

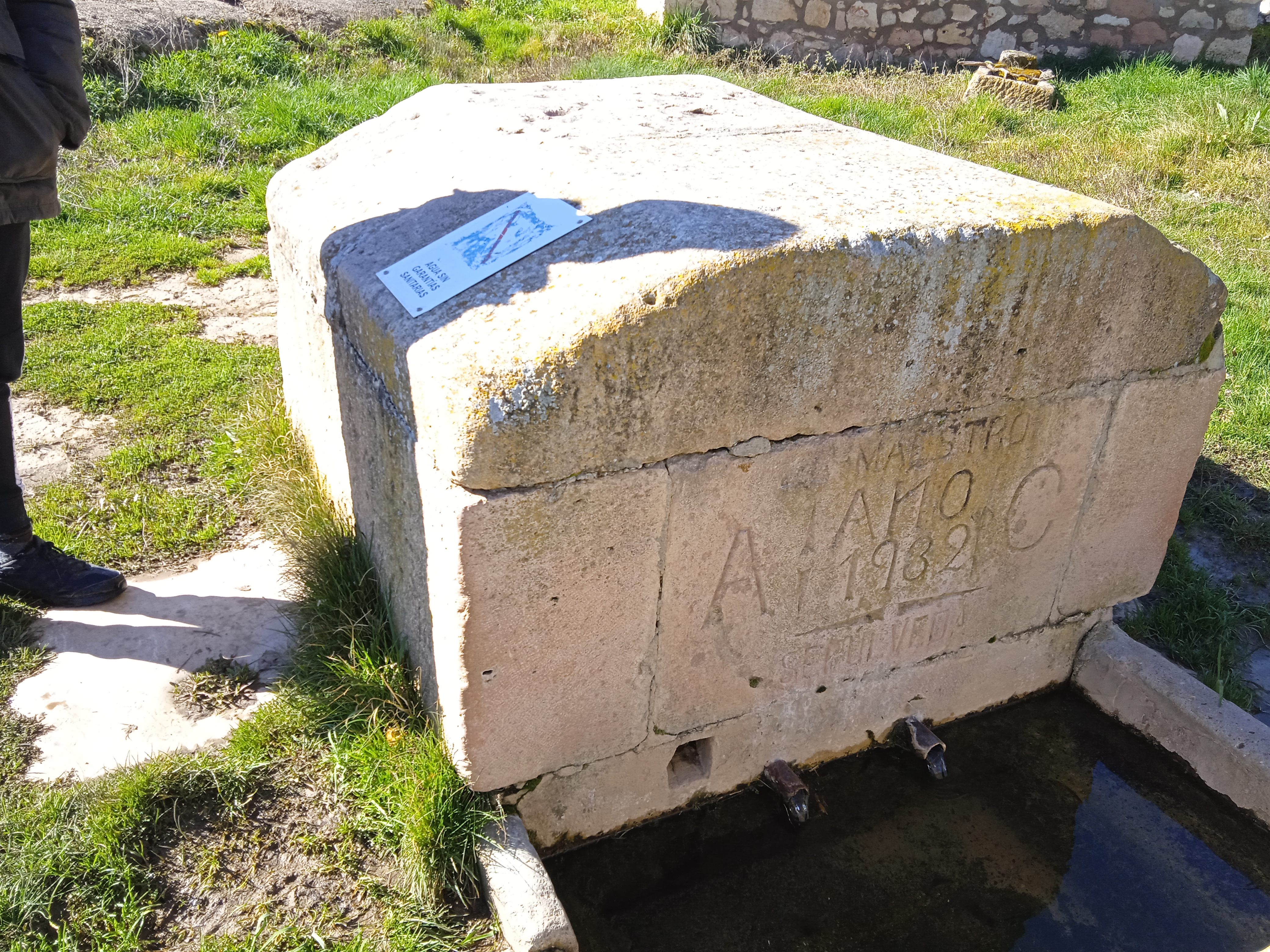
Inscripción en el caño del pilón

### Patrimonio
- Iglesia de San Bartolomé. Cuenta con una nave de mampostería y planta rectangular. A sus pies del edificio hay un muro rematado por una espadaña con dos arcos de campanas y un reloj de sol. Su entrada es una portada de arco de medio punto. Su capilla es un arco triunfal de sillería que divide la nave y el presbiterio, cubierta con bóveda de lunetos. Cuenta con dos retablos barrocos con las imágenes de la Inmaculada Concepción y San Bartolomé además de una estatua de la Virgen María con el niño Jesús en una mano y la manzana del Edén en la otra.[10]
- Cruz de piedra rehabilitada a la entrada de la iglesia.
- Palomar tradicional;
- Antiguo poste de luz Palola;
- Antiguo pajar rehabilitado como centro cultural y con una fuente antigua en su puerta;
- Caño y pilón construidos en 1932 con la característica piedra rosada de Sepúlveda, sobre un manantial;
- Antigua fragua restaurada y reconvertido su entorno en un merendero.[11][2][12]

### Fiestas
- San Bartolomé, patrón de la localidad. Son las fiestas patronales y tiene lugar el tercer domingo de agosto, próximo al 24 de agosto.[11][2]
- Nuestra Señora de la Antigua, el segundo domingo de mayo y celebrada en todo el municipio de Condado de Castilnovo.[12]